# Alexandre Vassilievitch Tolstoï
Alexandre Vassilievitch Tolstoï (en russe : Александр Васильевич Толстой, 1738–1815) était un officier russe, gouverneur de Simbirsk (aujourd'hui Oulianovsk), membre de la branche aînée de la famille Tolstoï.
Il était le deuxième fils de Vassili Borissovitch Tolstoï (Василий Борисович Толстой, 1706-90), conseiller d'état, et de Darya Nikitichna Zmeeva (Дарья Никитична Змеева, 1713-91).

## Biographie
Alexandre Vassilievitch commença sa carrière dans la garde au sein du régiment Préobrajenski, où il occupait le grade de lieutenant en 1769. Devenu colonel puis conseiller d'état en 1786, il occupa successivement les postes de président de la chambre civile du gouvernement de Simbirsk (1789-94), lieutenant-gouverneur de Simbirsk (1794), puis vice-gouverneur de Simbirsk (1796). Il fut enfin nommé gouverneur de Simbirsk le 18 août 1797. La même année, il fut élevé au grade de conseiller privé (3e classe dans la Table des Rangs). Il quitta son poste le 22 mai 1799.
Il avait épousé Élisabeth Vassilievna Skvortsova (Елисавета Васильевна Скворцова, † v. 1793), fille d'un lieutenant-général (3e classe dans la Table des rangs), dont il eut une fille unique, Vera Alexandrovna († le 24 mai 1837), qui épousa en 1796 Pierre Nikiforovitch Ivachev (Пётр Никифорович Ивашев, 1767-1838), général-major (4e classe dans la Table des rangs). Il éleva également la fille unique de son frère aîné, Nicolas Vassilievitch, tué près de Kazan lors de la rébellion de Pougatchev en 1774, Sophie Nikolaïevna Tolstaïa (София Николаевна Толстая).
Il est le grand-père du décabriste Vassili Pétrovitch Ivachev (Василий Петрович Ивашев, 3 octobre 1797 – † 28 décembre 1840).
Il hérita de ses parents le domaine d'Oundory (ru), à 40 km au nord de Simbirsk, d'une superficie de 10 328 dessiatines (plus de 110 km2) et de 616 âmes, et possédait au total plus de 40 000 dessiatines de terres. Son gendre hérita de l'ensemble de ses propriétés à sa mort, le 5 mai 1815.

## Sources
- (ru) Cet article est partiellement ou en totalité issu de l’article de Wikipédia en russe intitulé « Толстой, Александр Васильевич » (voir la liste des auteurs).
- (ru) « Русский биографический словарь Половцова »
- (ru) « Биография на сайте Хронос »